# Puddle of Mudd/Diskografie
Diese Diskografie ist eine Übersicht über die musikalischen Werke der US-amerikanischen Post-Grunge-Band Puddle of Mudd. Den Schallplattenauszeichnungen zufolge hat sie bisher mehr als fünf Millionen Tonträger verkauft. Ihre erfolgreichste Veröffentlichung ist das erste Studioalbum Come Clean mit über 3,6 Millionen verkauften Einheiten.

## Alben

### Studioalben
| Jahr | Titel Musiklabel                                           | Höchstplatzierung, Gesamtwochen, AuszeichnungChartplatzierungen (Jahr, Titel, Musiklabel, Platzierungen, Wochen, Auszeichnungen, Anmerkungen) | Höchstplatzierung, Gesamtwochen, AuszeichnungChartplatzierungen (Jahr, Titel, Musiklabel, Platzierungen, Wochen, Auszeichnungen, Anmerkungen) | Höchstplatzierung, Gesamtwochen, AuszeichnungChartplatzierungen (Jahr, Titel, Musiklabel, Platzierungen, Wochen, Auszeichnungen, Anmerkungen) | Höchstplatzierung, Gesamtwochen, AuszeichnungChartplatzierungen (Jahr, Titel, Musiklabel, Platzierungen, Wochen, Auszeichnungen, Anmerkungen) | Höchstplatzierung, Gesamtwochen, AuszeichnungChartplatzierungen (Jahr, Titel, Musiklabel, Platzierungen, Wochen, Auszeichnungen, Anmerkungen) | Anmerkungen                                                 |
| Jahr | Titel Musiklabel                                           | DE | AT | CH | UK | US | Anmerkungen                                                 |
| ---- | ---------------------------------------------------------- | --- | --- | --- | --- | --- | ----------------------------------------------------------- |
| 1997 | Abrasive Hardknocks                                        | — | — | — | — | — | Erstveröffentlichung: 3. September 1997                     |
| 2001 | Come Clean Flawless Records                                | DE10 Gold · (38 Wo.)DE | AT8 (37 Wo.)AT | CH26 Gold · (38 Wo.)CH | UK12 Platin · (41 Wo.)UK | US9 ×3Dreifachplatin · (88 Wo.)US | Erstveröffentlichung: 28. August 2001 Verkäufe: + 3.612.500 |
| 2003 | Life on Display Flawless Records                           | DE69 (1 Wo.)DE | AT55 (3 Wo.)AT | CH48 (7 Wo.)CH | UK90 (1 Wo.)UK | US20 Gold · (23 Wo.)US | Erstveröffentlichung: 25. November 2003 Verkäufe: + 500.000 |
| 2007 | Famous Flawless Records                                    | — | — | — | — | US27 (40 Wo.)US | Erstveröffentlichung: 9. Oktober 2007                       |
| 2009 | Volume 4: Songs in the Key of Love & Hate Flawless Records | — | — | — | — | US95 (4 Wo.)US | Erstveröffentlichung: 8. Dezember 2009                      |
| 2011 | re:(disc)overed RED Music                                  | — | — | — | — | US96 (1 Wo.)US | Erstveröffentlichung: 30. August 2011 Coveralbum            |
| 2019 | Welcome to Galvania Pavement Music                         | — | — | — | — | — | Erstveröffentlichung: 13. September 2019                    |
| 2023 | Ubiquitous Pavement Music                                  | — | — | — | — | — | Erstveröffentlichung: 8. September 2023                     |
| 2025 | Kiss the Machine Pavement Music                            | — | — | — | — | — | Erstveröffentlichung: 9. Mai 2025                           |

### Kompilationen
- 2010: Best of Puddle of Mudd (Geffen Records)

### EPs
- 1994: Stuck (Mudd Dog)

## Singles
| Jahr | Titel Album                  | Höchstplatzierung, Gesamtwochen, AuszeichnungChartplatzierungen (Jahr, Titel, Album, Platzierungen, Wochen, Auszeichnungen, Anmerkungen) | Höchstplatzierung, Gesamtwochen, AuszeichnungChartplatzierungen (Jahr, Titel, Album, Platzierungen, Wochen, Auszeichnungen, Anmerkungen) | Höchstplatzierung, Gesamtwochen, AuszeichnungChartplatzierungen (Jahr, Titel, Album, Platzierungen, Wochen, Auszeichnungen, Anmerkungen) | Höchstplatzierung, Gesamtwochen, AuszeichnungChartplatzierungen (Jahr, Titel, Album, Platzierungen, Wochen, Auszeichnungen, Anmerkungen) | Höchstplatzierung, Gesamtwochen, AuszeichnungChartplatzierungen (Jahr, Titel, Album, Platzierungen, Wochen, Auszeichnungen, Anmerkungen) | Anmerkungen                                                |
| Jahr | Titel Album                  | DE | AT | CH | UK | US | Anmerkungen                                                |
| ---- | ---------------------------- | --- | --- | --- | --- | --- | ---------------------------------------------------------- |
| 2001 | Control Come Clean           | DE60 (9 Wo.)DE | — | CH84 (1 Wo.)CH | UK15 (6 Wo.)UK | US68 (20 Wo.)US | Erstveröffentlichung: 17. Juli 2001                        |
| 2001 | Blurry Come Clean            | DE44 (9 Wo.)DE | — | CH72 (17 Wo.)CH | UK8 Gold · (13 Wo.)UK | US5 (38 Wo.)US | Erstveröffentlichung: 30. Oktober 2001 Verkäufe: + 430.000 |
| 2002 | Drift & Die Come Clean       | — | — | — | — | US61 (20 Wo.)US | Erstveröffentlichung: 23. April 2002                       |
| 2002 | She Hates Me Come Clean      | DE20 (13 Wo.)DE | AT7 (14 Wo.)AT | CH23 (13 Wo.)CH | UK14 Gold · (7 Wo.)UK | US13 (23 Wo.)US | Erstveröffentlichung: 13. August 2002 Verkäufe: + 435.000  |
| 2003 | Away from Me Life on Display | — | — | — | UK55 (2 Wo.)UK | US72 (16 Wo.)US | Erstveröffentlichung: 21. Oktober 2003                     |
| 2007 | Psycho Famous                | — | — | — | — | US67 (17 Wo.)US | Erstveröffentlichung: 2. November 2007                     |

Weitere Singles
- 2004: Heel Over Head
- 2004: Spin You Around
- 2007: Famous
- 2008: We Don’t Have to Look Back Now
- 2008: Livin’ on Borrowed Time
- 2009: Spaceship
- 2010: Stoned
- 2010: Shook Up the World
- 2010: Keep It Together
- 2011: Gimme Shelter
- 2014: Piece of the Action
- 2019: Uh Oh

## Videoalben und Musikvideos

### Videoalben
| Jahr | Titel Musiklabel                          | Anmerkungen                        |
| ---- | ----------------------------------------- | ---------------------------------- |
| 2005 | Striking That Familiar Chord Eagle Vision | Erstveröffentlichung: 31. Mai 2005 |

### Musikvideos
- 2001: Control
- 2002: Blurry
- 2002: Drift & Die
- 2002: She Hates Me
- 2003: Away from Me
- 2004: Heel Over Head
- 2004: Spin You Around
- 2007: Psycho
- 2008: We Don’t Have to Look Back Now
- 2009: Spaceship
- 2010: Stoned
- 2019: Uh Oh
- 2020: Sunshine

## Statistik

### Chartauswertung
|                     | DE    | AT    | CH    | UK    | US    |
| ------------------- | ----- | ----- | ----- | ----- | ----- |
| Nummer-eins-Alben   | DE—DE | AT—AT | CH—CH | UK—UK | US—US |
| Top-10-Alben        | DE1DE | AT1AT | CH—CH | UK—UK | US1US |
| Alben in den Charts | DE2DE | AT2AT | CH2CH | UK2UK | US5US |

|                       | DE    | AT    | CH    | UK    | US    |
| --------------------- | ----- | ----- | ----- | ----- | ----- |
| Nummer-eins-Singles   | DE—DE | AT—AT | CH—CH | UK—UK | US—US |
| Top-10-Singles        | DE—DE | AT1AT | CH—CH | UK1UK | US1US |
| Singles in den Charts | DE3DE | AT1AT | CH3CH | UK4UK | US6US |

### Auszeichnungen für Musikverkäufe
| Goldene Schallplatte - Australien - 2003: für das Album Come Clean - 2003: für die Single She Hates Me - Kanada - 2004: für das Album Life on Display - Neuseeland - 2003: für das Album Come Clean | Platin-Schallplatte - Kanada - 2002: für das Album Come Clean - Neuseeland - 2023: für die Single Blurry |

Anmerkung: Auszeichnungen in Ländern aus den Charttabellen bzw. Chartboxen sind in ebendiesen zu finden.
| Land/RegionAuszeichnungen für Musikverkäufe (Land/Region, Auszeichnungen, Verkäufe, Quellen) | Gold     | Platin     | Verkäufe  | Quellen                       |
| -------------------------------------------------------------------------------------------- | -------- | ---------- | --------- | ----------------------------- |
| Australien (ARIA)                                                                            | 2× Gold2 | —          | 70.000    | aria.com.au                   |
| Deutschland (BVMI)                                                                           | Gold1    | —          | 150.000   | musikindustrie.de             |
| Kanada (MC)                                                                                  | Gold1    | Platin1    | 150.000   | musiccanada.com               |
| Neuseeland (RMNZ)                                                                            | Gold1    | Platin1    | 37.500    | aotearoamusiccharts.co.nz NZ2 |
| Schweiz (IFPI)                                                                               | Gold1    | —          | 20.000    | hitparade.ch                  |
| Vereinigte Staaten (RIAA)                                                                    | Gold1    | 3× Platin3 | 3.500.000 | riaa.com                      |
| Vereinigtes Königreich (BPI)                                                                 | 2× Gold2 | Platin1    | 1.100.000 | bpi.co.uk                     |
| Insgesamt                                                                                    | 9× Gold9 | 6× Platin6 |           |                               |